# 衍生物
在化学领域上，衍生物（derivative）是一种通过化学反应，从“相似化合物”中衍生出来的化合物。
在过去，衍生物是想象中，由“简单化合物”中的原子（常为氢）、原子团或官能团，经过一次或数次的化学过程，被其他原子或原子团（官能团）取代而衍生的“较复杂产物”；但现代化学术语，已改用结构类似物来表示这个意思，尤其在有机化学中很常见。
在生物化学领域上，衍生物这个词，是指至少在理论上可由“前体化合物”形成的化合物。

## 母体化合物
在化学领域上，母体化合物（parent compound）简称母体，则是相对于衍生物而言，具有基本结构的化合物。亦即，衍生物虽经过一种或多种化学反应，却保留了母体化合物的基本骨架，只在侧链、官能团或取代基上发生变化、进行修饰，从而产生的一种或一群新化合物，称为“原母体化合物的衍生物”。
例如，若以甲烷（CH4）为母体化合物，则甲醇（CH3OH）、甲醛(HCHO)、甲酸（HCOOH）、一氯甲烷（CH3Cl）、三氯甲烷（CHCl3）、氯仿（CHCl3）、硝基甲烷（CH3NO2）等均为甲烷的衍生物。

## 前体化合物
在生物化学领域上，前体化合物（precursor compound）简称前体，通常更具体地指：在代谢途径中，位于另一个化合物之前的化合物，例如蛋白质前体。